# Kleinbracher Straße 15 (Kleinbrach)

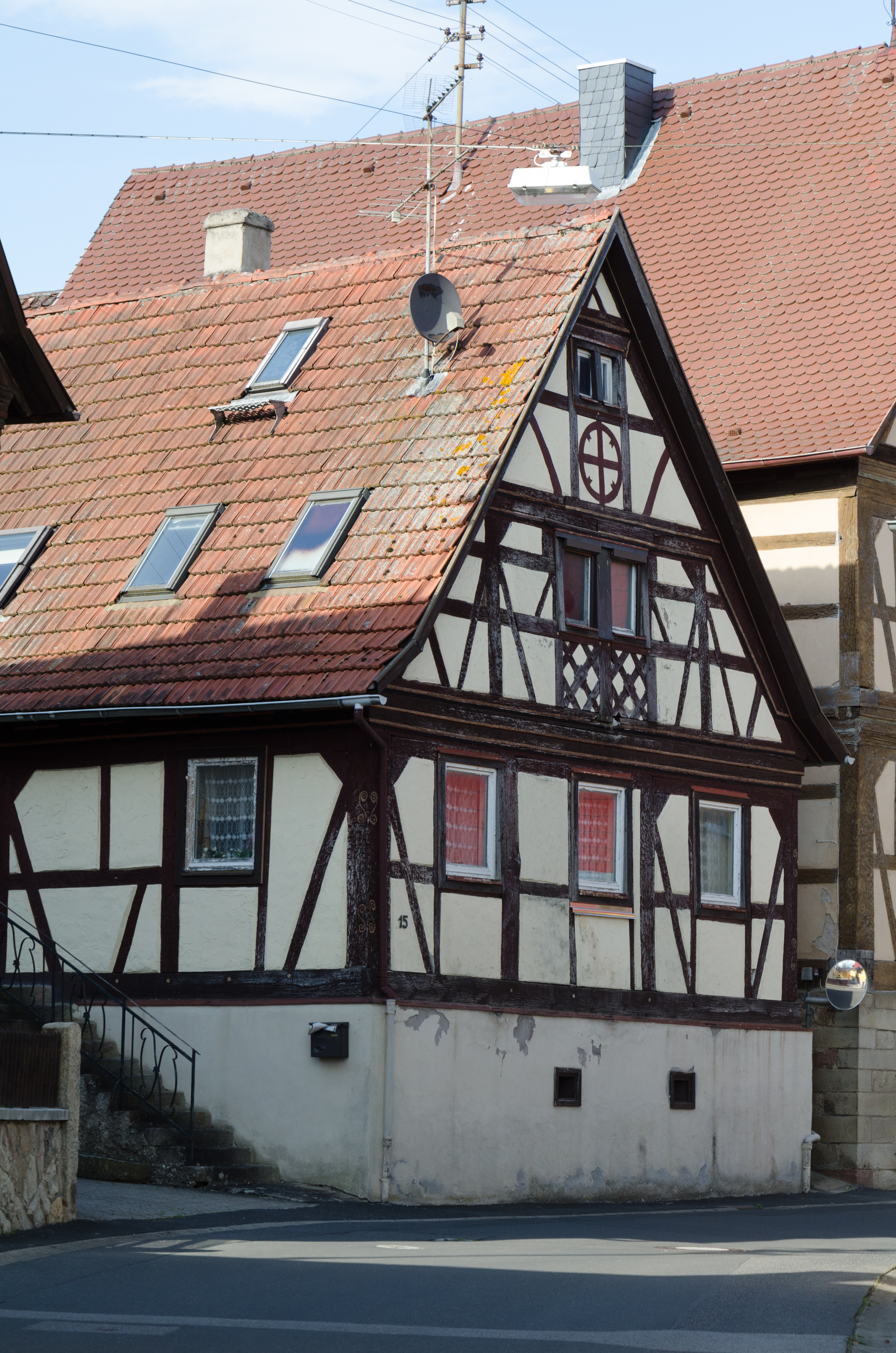
Kleinbracher Straße 15 in Bad Kissingen, Kleinbrach

Das Anwesen Kleinbracher Straße 15 in der Kleinbracher Straße in Kleinbrach, einem Stadtteil von Bad Kissingen, der Großen Kreisstadt des unterfränkischen Landkreises Bad Kissingen, gehört zu der Bad Kissinger Baudenkmälern und ist unter der Nummer D-6-72-114-401 in der Bayerischen Denkmalliste registriert.

## Geschichte
Das ehemalige Wohnstallhaus entstand im 18. Jahrhundert. Es handelt sich um einen eingeschossigen Fachwerkbau auf massivem Sockel mit Satteldach. An den Giebeln befindet sich Zierfachwerk in Form von der durchkreuzten Raute und des durchkreuzten Rads.